# El Limón, Ayutla de los Libres
El Limón är en ort i Mexiko.   Den ligger i kommunen Ayutla de los Libres och delstaten Guerrero, i den södra delen av landet, 260 km söder om huvudstaden Mexico City. El Limón ligger 1 080 meter över havet och antalet invånare är 135.
Terrängen runt El Limón är huvudsakligen kuperad. El Limón ligger uppe på en höjd. Runt El Limón är det ganska tätbefolkat, med 58 invånare per kvadratkilometer. Närmaste större samhälle är Ayutla de los Libres, 13,4 km söder om El Limón. I omgivningarna runt El Limón växer huvudsakligen savannskog.